# Jaegeria axillaris
Jaegeria axillaris là một loài thực vật có hoa trong họ Cúc. Loài này được S.F.Blake mô tả khoa học đầu tiên năm 1926.